# H.J. Hansen (politiker)
 Der er flere personer med dette navn, se H.J. Hansen.
Hans Jacob Hansen, også kaldet H.J. Hansen-Marsvinslund for at undgå forvekslinger (9. august 1855 – 6. marts 1900) var en dansk godsejer og politiker. Han var ejer af Marsvinslund 1880 til sin død og sad i Landstinget for Moderate Venstre for 9. Kreds 1896-1900. Derudover var han medlem af Det Kongelige Danske Landhusholdningsselskabs bestyrelsesråd, virkede for husflidssagen, hedeplantningssagen og  afholdssagen, og var fra 1884-1889 næstformand for hovedbestyrelsen i Danmarks Afholdsforening.